# کیت بکینسیل
کاترین رومانی بِکینسیل (به انگلیسی: Kathryn Romany "Kate" Beckinsale) (زادهٔ ۲۶ ژوئیهٔ ۱۹۷۳ در لندن) معروف به کیت بکینسل، بازیگر انگلیسیِ سینمای هالیوود است. درحالی‌که سرگرم تحصیل در دانشگاه آکسفورد بود، فرصت بازی در فیلم "هیاهوی بسیار برای هیچ" را، که براساس نمایش‌نامه‌ای از شکسپیر بود، به‌دست‌آورد. در طول دهه ۱۹۹۰، به بازی در سریال‌های تلویزیونی و فیلم‌های سینمایی می‌پرداخت که یکی از مهم‌ترین آنها، بازی در فیلم تلویزیونیِ "اماً بود.
در سال ۲۰۰۱، بکینسیل پس از آنکه شارلیز ترون بازی در فیلم پرل هاربر را رد کرد، فرصت بازی در این فیلم را به‌دست‌آورد و در مقابل بن افلک به بازی پرداخت. بازی در این فیلم به‌منزلهٔ معرفی وی به سینمای هالیوود بود و بعد از بازی در این فیلم، وی توانست در فیلم‌هایی چون دنیای مردگان، هوانورد و ون هلسینگ به بازی بپردازد. در سال ۲۰۰۸ نیز برای بازی خوب خود در فیلم تنها حقیقت، نامزد جایزه بهترین اجرا از طرف انجمن منتقدان شد.

## زندگی
بکینسیل در ۲۶ ژوئیهٔ ۱۹۷۳ در شمال لندن به‌دنیا آمد. پدرش «ریچارد بکینسیل» بازیگر بود که در سال ۱۹۷۹ بر اثر حملهٔ قبلی درگذشت. مادرش «جودی لو» نیز بازیگر است. همچنین یک ناخواهری بزرگ‌تر از خود به نام سامانتا دارد که او نیز بازیگر است.
در دوران نوجوانی، دو بار موفق شد به‌خاطر نوشته‌ها و شعرهایش جایزه دریافت کند. در دوران جوانی و پس از اینکه دوره‌ای به بی‌اشتهایی دچار شد و پس از آن شروع به کشیدن سیگار کرد، تصمیم گرفت به سمت حرفهٔ خانوادگی برود و بازیگر شود. اولین بازی‌اش را در سال ۱۹۹۱ و در فیلمی دربارهٔ جنگ جهانی دوم انجام داد. وی غیر از زبان مادری، می‌تواند به زبان‌های فرانسوی و روسی حرف بزند. وی در زمان دانشجویی، فرانسه و ادبیات روسی می‌آموخت و این کار را به این دلیل که فکر می‌کرد باعث می‌شود تا در حرفهٔ بازیگری بتواند موفق‌تر باشد، انجام می‌داد.

## حرفه
درحالی‌که سرگرم تحصیل در دانشگاه آکسفورد بود، فرصت بازی در فیلم هیاهوی بسیار برای هیچ را به‌دست‌آورد. وی سال آخر تحصیل خود را در پاریس گذراند و بعد از آن تصمیم گرفت تا تحصیل را رها کند و به بازیگری بپردازد. در سال ۱۹۹۴ فرصت بازی در فیلم Royal Deceit را به‌دست‌آورد و در کنار کریستین بیل به بازی پرداخت (اتفاقی که در سال ۲۰۰۲ هم افتاد). وی در این سال‌ها در فیلم‌های انگلیسیِ زیادی به بازی پرداخت تا اینکه در سال ۱۹۹۹ در اولین فیلم هالیوودیِ خود به نام قصر ویران به بازی پرداخت که البته در گیشه با شکست مواجه شد.
بکینسیل پس از بازی در این فیلم، توانست جهشی بزرگ کند و در فیلم پرل هاربر (بندرگاه مروارید) به بازی در کنار بن افلک بپردازد، که این فیلم یکی از پرفروش‌ترین فیلم‌های سال ۲۰۰۱ بود. بعد از این فیلم، کیت بازی در فیلم‌های موفقی چون سرندیپیتی در سال ۲۰۰۱، دنیای مردگان در سال ۲۰۰۳ و ون هلسینگ در سال ۲۰۰۴ را در پروندهٔ خود ثبت کرد. در سال ۲۰۰۴ وی به بازی در فیلم جدید مارتین اسکورسیزی دعوت شد و برای اینکه به بازی در کنار لئوناردو دی کاپریو بپردازد، ۲۰ پوند (۹ کیلوگرم) به وزنش اضافه کرد.

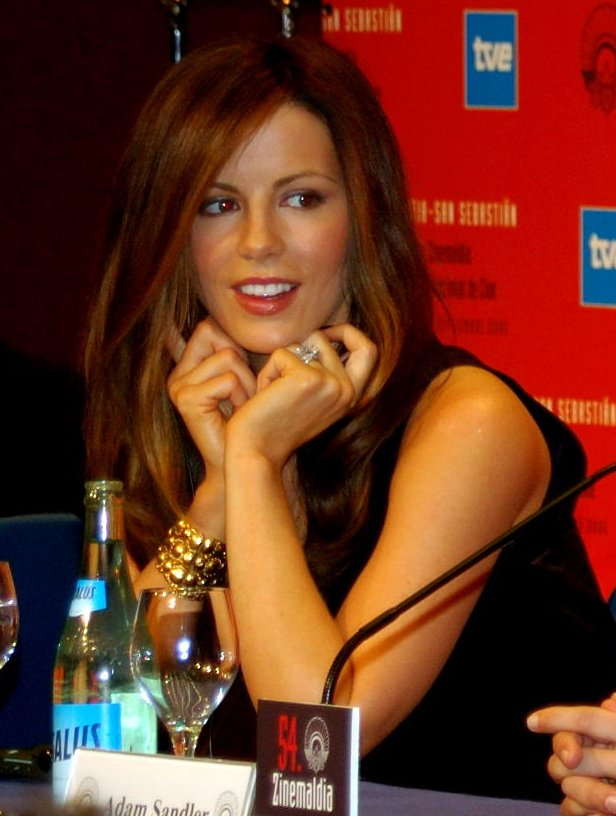
بکینسیل در ۵۶مین جشنواره سن سباستین

در سال ۲۰۰۶، وی در فیلم کلیک به بازی در کنار آدام سندلر پرداخت. همچنین، در دومین قسمت فیلم دنیای مردگان پرداخت که کارگردانی آن را همسرش برعهده داشت. در این سال، کیت ازطرف مجله FHM به عنوان بیست‌وسومین زن سکسی سال انتخاب شد. همچنین، در رده ۱۶ فهرستی مشابه از مجله ماکسیم و رده ۶۳ مجله Stuff قرار گرفت. همچنین، مجله انگلیسیِ Hello نیز وی را به‌عنوان زیباترین زن سال انگلیس انتخاب کرد. این اتفاق در سال ۲۰۰۲ نیز افتاده‌بود.
در سال ۲۰۰۷ نیز وی جانشین سارا جسیکا پارکر شد تا در تریلرِ مهمان‌پذیر (اتاق خالی) بازی کند. همچنین، در این سال فیلم فرشتگان برفی نیز از وی اکران شد. در سال ۲۰۰۸ نیز در فیلم تنها حقیقت به بازی پرداخت. در سال بعد نیز وی به بازی در کنار رابرت دنیرو و درو بریمور در فیلم همه خوبن پرداخت.
بکینسیل در سال ۲۰۰۹ ازطرف مجلهٔ Esquire به‌عنوان سکسی‌ترین زن سال انتخاب شد.
بکینسل در فیلم یاداوری کامل که در سال ۲۰۱۲ تولید شد با کالین فارل در سکانس‌های اولیه فیلم در رختخواب به بوسیدن و نوازش یکدیگر پرداختند که واکنش‌های زیادی در مورد هر دوی آن‌ها در سینمای هالیوود به دنبال داشت.

## زندگی شخصی

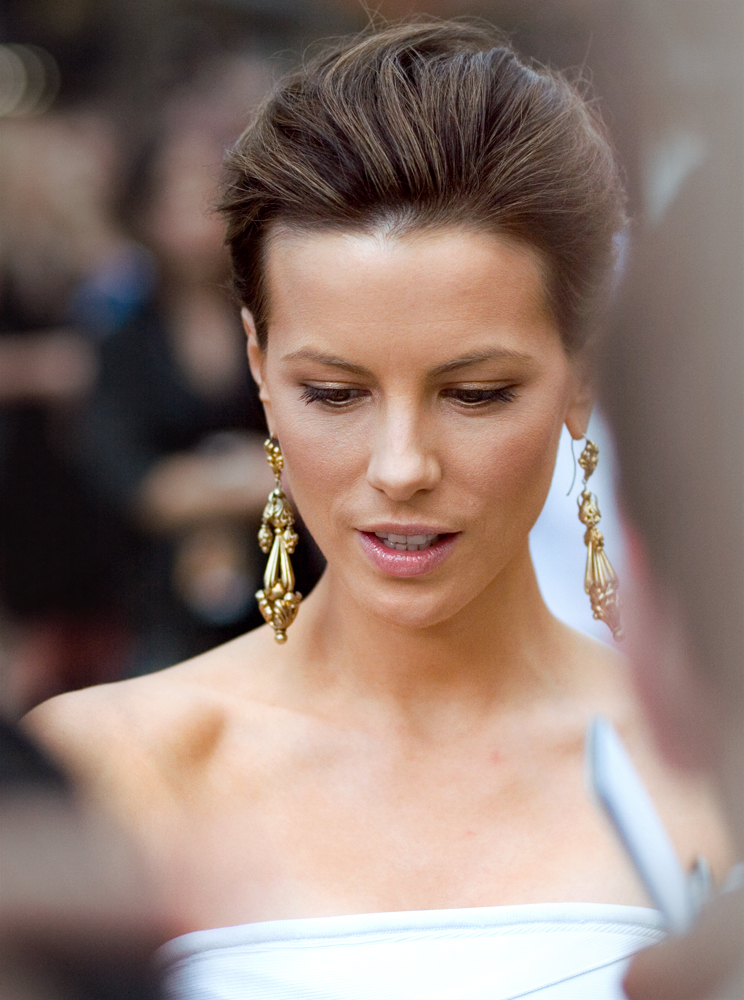
کاترین رومانی بِکینسیل در سال ۲۰۰۷

بکینسیل از نامزد سابقش، مایکل شین، دارای یک دختر ۱۹ ساله است. وی بعدها اعلام کرد که تنها زمانی که باردار بوده است، دست از کشیدن سیگار برداشته است. جالب آن‌که دختر بکینسیل در فیلم‌هایی چون دنیای مردگان و همه خوبن در نقش دوران کودکی کاراکتر وی به بازی پرداخته است.
در سال ۲۰۰۳، کیت با کارگردان فیلم دنیای مردگان، یعنی لن وایزمن، نامزد شد و سال بعد نیز در کالیفرنیا با یکدیگر ازدواج کردند. سرانجام این دونفر در سال ۲۰۱۹ از یکدیگر جدا شدند.
در سال ۲۰۲۰ بکینسیل با یک موزیسین جوان به نام گودی گریس وارد رابطه شد. بکینسیل و گودی گریس اختلاف سنی ۲۴ ساله با یکدیگر دارند.

## فیلم‌شناسی
| سال  | نام فیلم                  | نقش                                          | توضیحات            |
| ---- | ------------------------- | -------------------------------------------- | ------------------ |
| ۱۹۹۱ | یک در برابر باد           | Barbe Lindell                                |                    |
| ۱۹۹۳ | هیاهوی بسیار برای هیچ     | Hero                                         |                    |
| ۱۹۹۴ | کشف‌نشده                   | Julia                                        |                    |
| ۱۹۹۴ | شاهزاده یوتلاند           | Ethel                                        |                    |
| ۱۹۹۵ | مزرعه سرد آرامش (TV)      | Flora Poste                                  |                    |
| ۱۹۹۵ | جن‌زده                     |                                              |                    |
| ۱۹۹۶ | اما                       |                                              |                    |
| ۱۹۹۷ | تیراندازی ماهی            |                                              |                    |
| ۱۹۹۸ | آخرین روزهای دیسکو        | Charlotte Pingress                           |                    |
| ۱۹۹۸ | آلیس در آن‌سوی آینه        | آلیس                                         |                    |
| ۱۹۹۹ | قصر ویران‌شده              | Darlene Davis                                |                    |
| ۲۰۰۱ | سرندیپیتی                 | سارا توماس                                   |                    |
| ۲۰۰۱ | پرل هاربر                 | Nurse Lt. Evelyn Johnson                     |                    |
| ۲۰۰۱ | جام طلایی                 | Maggie Verver                                |                    |
| ۲۰۰۲ | لورل کنیون                | Alex Elliot                                  |                    |
| ۲۰۰۳ | کوتاهی پا مشکلی نیست      |                                              |                    |
| ۲۰۰۳ | دنیای مردگان              | سیلین                                        |                    |
| ۲۰۰۴ | هوانورد                   | اوا گاردنر                                   |                    |
| ۲۰۰۴ | ون هلسینگ                 | آنا والریوس                                  |                    |
| ۲۰۰۴ | ون هلسینگ: مأموریت لندن   | ملکه ویکتوریا                                |                    |
| ۲۰۰۶ | کلیک                      | دونا نیومن                                   |                    |
| ۲۰۰۶ | جهان زیرین: تکامل         | سیلین                                        |                    |
| ۲۰۰۷ | مهمان‌پذیر                 | ایمی فاکس                                    |                    |
| ۲۰۰۷ | فرشتگان برفی              | Annie Marchand                               |                    |
| ۲۰۰۸ | هیچی بجز صداقت            | Rachel Armstrong (inspired by Judith Miller) |                    |
| ۲۰۰۸ | موجودات بالدار            | Carla Davenport                              |                    |
| ۲۰۰۸ | اتاق خالی ۲: اولین بریدگی | ایمی فاکس                                    |                    |
| ۲۰۰۹ | بوران                     | Carrie Stetko                                |                    |
| ۲۰۰۹ | حال همه خوب است           | امی                                          |                    |
| ۲۰۰۹ | جهان زیرین: ظهور لایکن‌ها  | سیلین                                        | فقط در فلش فوروارد |
| ۲۰۱۲ | جهان زیرین: بیداری        | سیلین                                        |                    |
| ۲۰۱۲ | یادآوری کامل              | لوری                                         |                    |
| ۲۰۱۲ | قاچاق                     |                                              |                    |
| ۲۰۱۳ | محاکمه‌های کیت مک‌کال       | سیلین                                        |                    |
| ۲۰۱۴ | تیمارستان استون‌هیرست      | الیزا                                        |                    |
| ۲۰۱۴ | صورت یک فرشته             | سیمون                                        |                    |
| ۲۰۱۵ | مطلقاً هرچیزی              | Catherine West                               |                    |
| ۲۰۱۶ | عشق و دوستی               | Lady Susan Vernon                            |                    |
| ۲۰۱۶ | اتاق ناامیدی‌ها            | دانا                                         |                    |
| ۲۰۱۶ | جهان زیرین ۵              | سیلین                                        |                    |
| ۲۰۱۵ | تنها پسر زنده در نیویورک  |                                              |                    |
| ۲۰۱۸ | مزرعه‌داری                 |                                              |                    |
| ۲۰۲۱ | شوک                       |                                              |                    |
| ۲۰۲۲ | دختر زندانی               |                                              |                    |
| ۲۰۲۳ | بهشت احمق‌ها               |                                              |                    |
| ۲۰۲۴ | قناری سیاه                | اوری گریوز مأمور سیا                         |                    |

## افتخارات
- سومین زن زیبای سال ۲۰۱۰ به انتخاب سایت Askman
- چهارمین زن زیبای سال ۲۰۱۴ به انتخاب هالیوود مگزین